# Copa equatoguineana de futbol
La copa equatoguineana de futbol és la màxima competició futbolística per eliminatòries de Guinea Equatorial. Fou creada l'any 1974.

## Historial
Font:
| Any  | Campió                   | Resultat      | Finalista               |
| ---- | ------------------------ | ------------- | ----------------------- |
| 1978 | Unión Mongomo            |               |                         |
| 1979 | Akonangui FC             |               |                         |
| 1980 | CD Elá Nguema            |               |                         |
| 1981 | CD Elá Nguema            |               |                         |
| 1982 | CD Elá Nguema            |               |                         |
| 1983 | CD Elá Nguema            |               |                         |
| 1984 | GD Lage                  |               |                         |
| 1985 | Atlético Malabo          |               |                         |
| 1986 | Juvenil Reyes            |               |                         |
| 1987 | Atlético Malabo          |               |                         |
| 1988 | Atlético Malabo          |               |                         |
| 1989 | Unión Vesper             |               |                         |
| 1990 | Deportivo Mongomo        | 3-1           | Unión Vesper            |
| 1991 | Atlético Malabo          |               |                         |
| 1992 | CD Elá Nguema            |               |                         |
| 1993 | desconegut               | desconegut    | desconegut              |
| 1994 | desconegut               | desconegut    | desconegut              |
| 1995 | desconegut               | desconegut    | desconegut              |
| 1996 | Akonangui FC             |               |                         |
| 1997 | CD Elá Nguema            | 1-0           | Deportivo Mongomo       |
| 1998 | Unión Vesper             |               |                         |
| 1999 | Deportivo Unidad         |               |                         |
| 2000 | Deportivo Unidad         |               |                         |
| 2001 | Atlético Malabo          |               |                         |
| 2002 | Akonangui FC             | venç          | Sony Elá Nguema         |
| 2003 | desconegut               | desconegut    | desconegut              |
| 2004 | Sony Elá Nguema          | 1-0           | Akonangui FC            |
| 2005 | desconegut               | desconegut    | desconegut              |
| 2006 | desconegut               | desconegut    | desconegut              |
| 2007 | Akonangui FC             | 2-0           | Atlético Malabo         |
| 2008 | desconegut               | desconegut    | desconegut              |
| 2009 | Dragón FC                |               |                         |
| 2010 | desconegut               | desconegut    | desconegut              |
| 2011 | Atlético Semu            | 2-1           | Águilas Verdes          |
| 2012 | The Panthers FC          | 1-0           | AD Mesi Nkulu           |
| 2013 | The Panthers FC          | 2-0           | Nsok-Nsomo FC           |
| 2014 | Leones Vegetarianos      | 1-1 (5-4 p)   | Deportivo Mongomo       |
| 2015 | Deportivo Mongomo        | 2-0           | The Panthers FC         |
| 2016 | Racing de Micomeseng     | 1-1 (6-5 p)   | Atlético Semu           |
| 2017 | Deportivo Niefang        | 1-0           | Atlético Semu           |
| 2018 | no es disputà            | no es disputà | no es disputà           |
| 2019 | Akonangui FC             | 2-0           | UD Estrella Roja        |
| 2020 | no es disputà            | no es disputà | no es disputà           |
| 2021 | no es disputà            | no es disputà | no es disputà           |
| 2022 | Inter de Litoral Academy | 1-0           | Cano Sport Academy      |
| 2023 | Cano Sport Academy       | 2-0           | Academia Deportiva EDSA |
| 2024 | 15 de Agosto Akonibe     | 3-0           | Cano Sport Academy      |
| 2025 | 15 de Agosto Akonibe     | 3-1           | Deportivo Ebenezer      |

1. ↑  Altres fonts donen com a vencedor Atlético Malabo.
2. ↑  Campió desconegut, final Atlético Malabo vs Deportivo Mongomo.